# سليم عنحوري
سليم عَنْحُوري (1272 - 1352 هـ / 1856 - 1933 م) هو شاعر، ومحام، وصحفي كاثوليكي سوري. وُلد وتوفّي في دمشق.

هو سليم بن روفائيل بن جرجس عنحوري. ولد في دمشق، وطوّف بين جهات من بلاد الشام، ومصر، والأناضول، والآستانة، وتوفي في دمشق.
أسّس في مصر عام 1879 الصحيفة الأسبوعية "مرآة الشرق"، ثمّ أعقبها عام 1906 بصحيفة أسبوعيّة هي "الشّتاء". عمل بعد عودته إلى دمشق بالصحيفة الرسمية "دمشق"، ثمّ أصدر عام 1886 "مرآة الأخلاق"، و"المشكاة" (1912).  نفته السلطات العثمانية أبان الحرب العالمية الأولى إلى الأناضول.

## آثاره
له كتب ودواوين، منها:
- «بدائع ماروت أو شهر في بيروت»، [لا مطبعة]، 1886.
- «كنز الناظم ومصباح الهائم».
- «آية العصر» نظم.
- «الجن عند غير العرب».[7]
- «الخالدات» ، مجموعة مقالات في الأدب والسياسة والاجتماع.[8]